# Huy
Huy (neerlandês: Hoei) é uma cidade e um município da Bélgica localizado no distrito de Huy, província de Liège, região da Valônia.